# NGC 7636
NGC 7636 é uma galáxia lenticular (S0) localizada na direcção da constelação de Sculptor. Possui uma declinação de -29° 16' 51" e uma ascensão recta de 23 horas, 22 minutos e 33,1 segundos.
A galáxia NGC 7636 foi descoberta em 28 de Setembro de 1834 por John Herschel.